# 乌三娘
烏三娘（1754年—1774年），清朝乾隆时山东民變領袖王倫女性部下，滋阳县吴寺杜（今济宁市兖州区小孟镇）人。

## 生平
生于贫苦农民家庭。八岁，父母死于瘟疫，成为乞儿。1772年冬，丈夫病死于沿街乞讨途中，乌三娘也因此病倒，经当地行医的清水教首领王伦救治病愈。她拜王伦为义父，随义父跃马持刀，练习武艺。1774年，隨王倫起義。最後在臨清城的圍城中，王伦被围于汪家大院。乌三娘率女兵接应，激战三日，寡不敌众，女兵战死甚多。乌三娘独挥双刀跃登房顶，坚持至日夕戰死，年仅20岁。